# Автоматический наружный дефибриллятор

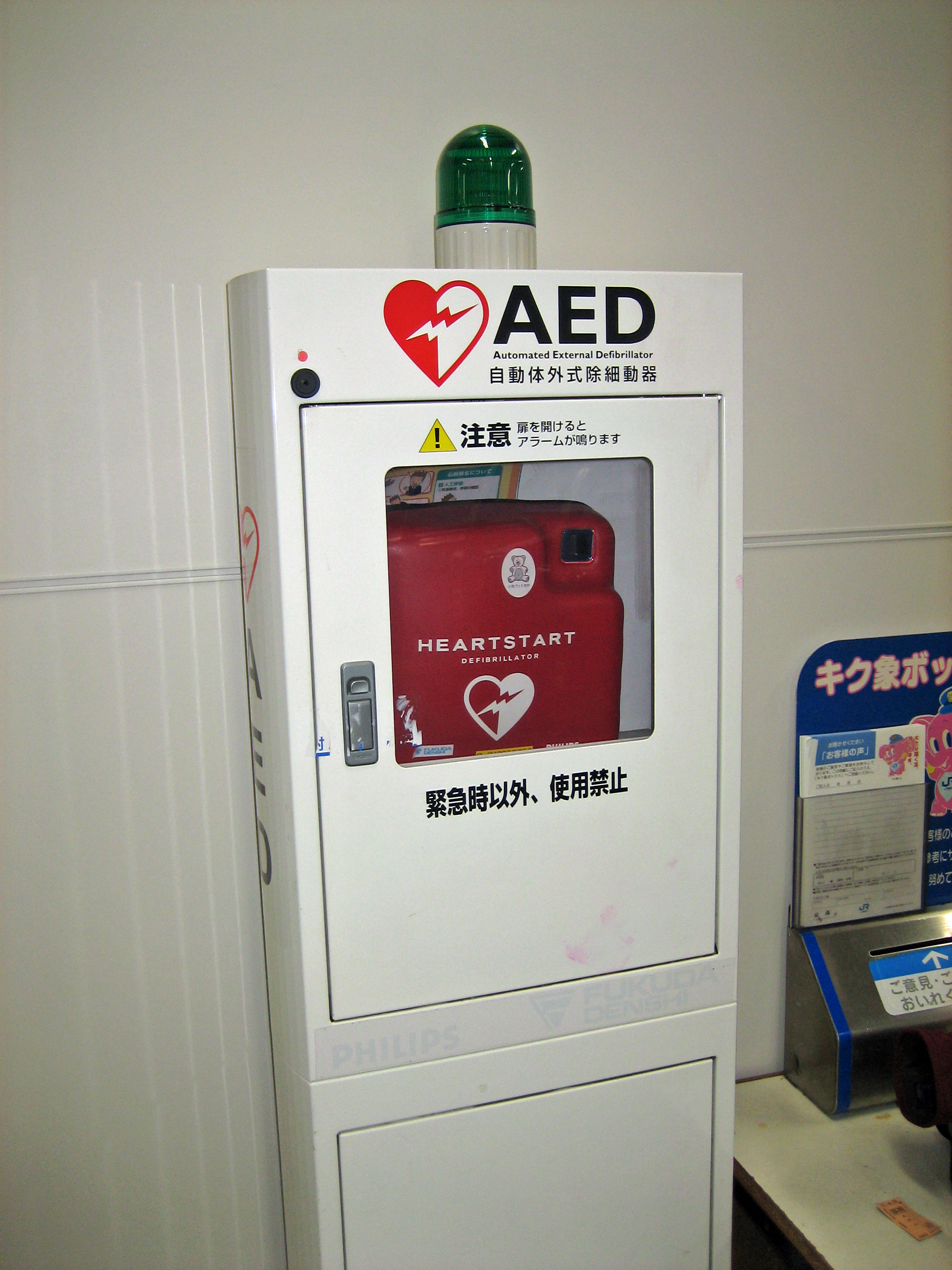
Автоматический наружный дефибриллятор (AED) на железнодорожном вокзале в Японии

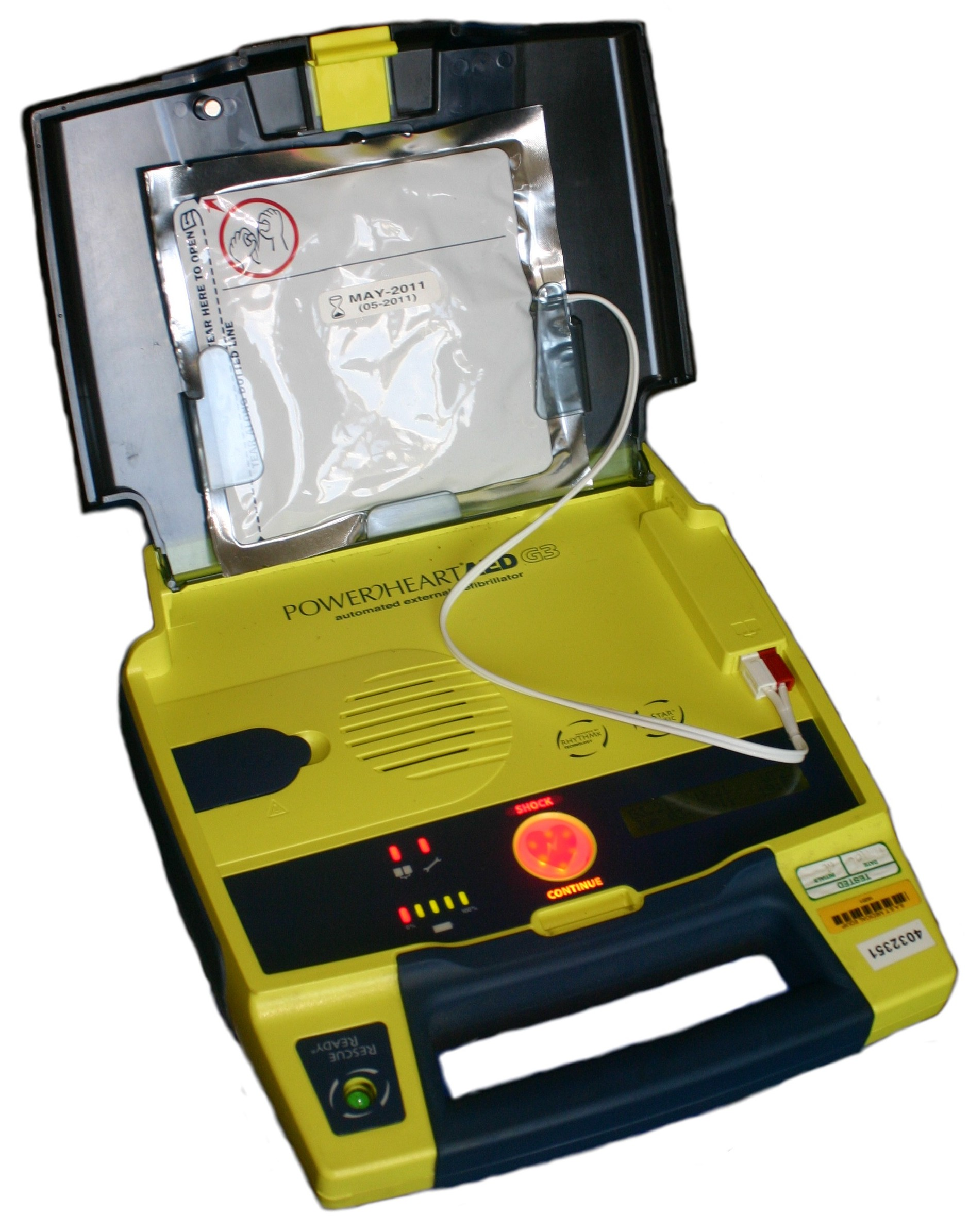
портативный дефибриллятор для оказания медицинской помощи людьми без медицинского образования

Автомати́ческий нару́жный дефибрилля́тор, АНД (международная аббревиатура — AED от англ. automated external defibrillator) — портативное электронное устройство, которое диагностирует некоторые нарушения сердечного ритма, и может автоматически выполнить дефибрилляцию, если определяет к ней показания. В отличие от ручных дефибрилляторов, АНД предназначен для использования в процессе оказания первой помощи людьми без медицинского образования.
Ранняя дефибрилляция входит в рекомендации Европейского совета по реанимации и American Heart Association как часть базовой сердечно-лёгочной реанимации, в том числе в рамках первой доврачебной помощи.

## Показания к применению
АНД следует использовать в случае, если существуют показания для проведения сердечно-лёгочной реанимации, то есть у пострадавшего отсутствуют сознание и нормальное дыхание.

## Обозначения

Символ, обозначающий АНД по ISO 7010-E010

В 2008 году универсальный знак АНД был стандартизован как ISO 7010-E010. Он представляет собой схематическое изображение сердца с молнией в центре, и крест (символ первой помощи) в правом верхнем углу.

## Принцип действия
После вскрытия упаковки АНД включается автоматически и предоставляет голосовые инструкции оператору. Как правило, эти инструкции включают:
- удалить всю одежду с груди пострадавшего;
- установить электроды на теле пострадавшего согласно иллюстрациям;
- не прикасаться к пациенту во время анализа ритма (временно прекратить СЛР);
- продолжить СЛР (если дефибрилляция не показана);
- выполнить дефибрилляцию (полуавтоматические приборы выполняют дефибрилляцию после нажатия на кнопку, если к ней есть показания).

## Правовой статус в РФ
По состоянию на сентябрь 2024 года, первая помощь в РФ регулируется федеральным законом «Об основах охраны здоровья граждан в Российской Федерации». Этот закон ссылается на приказ Минздрава РФ от 3 мая 2024 года «Об утверждении порядка оказания первой помощи», который включает в себя применение АНД (в пункте 4.1.).